# Gerd Wörmer
Gerd Wörmer (* 28. August 1944 in Stadtlohn; † 26. Mai 2025) war ein deutscher Fußballspieler. Er bestritt 188 Bundesligaspiele für Rot-Weiß Oberhausen und Rot-Weiss Essen.

## Karriere
Wörmer, er war als Amateur vom SuS Stadtlohn aus dem Münsterland nach Berlin gekommen, war zwischen 1967 und 1971 für die in der zweitklassigen Regionalliga Berlin spielende Tennis Borussia Berlin aktiv. Er errang mit den „Veilchen“ zweimal die Vizemeisterschaft in Berlin – 1968 und 1970 – und nahm deshalb auch an zwei Aufstiegsrunden zur Bundesliga teil. Als nach der Saison 1970/71 nur der vierte Rang hinter Meister SC Tasmania 1900, Wacker 04 und Blau-Weiß 90 zustande kam, zog es ihn aus Berlin wieder weg. Zur Saison 1971/72 wechselte er in die Bundesliga zu Rot-Weiß Oberhausen. Sein erstes Bundesligaspiel bestritt er am 14. August 1971 beim 1:0-Sieg gegen Arminia Bielefeld. In zwei Jahren spielte er 65-mal und fehlte damit lediglich in drei Partien. Sein erstes und einziges Bundesliga-Tor im Dress der Oberhausener gelang ihm am 4. Oktober 1972 gegen Hertha BSC. Für Oberhausen spielte er zudem neunmal im DFB-Pokal, wobei ihm ein Treffer gelang. In seiner ersten Saison erreichte er mit seinem Team das Viertelfinale. Konnte im ersten Jahr bei RWO mit dem 15. Rang der Abstieg noch verhindert werden, gelang dies in seiner zweiten Runde nicht mehr. Trotz der Mitspieler Reiner Hollmann, Ditmar Jakobs und Franz-Josef Tenhagen stieg Wörmer mit den "Kleeblätter" vom Stadion Niederrhein als Tabellenschlusslicht ab.
Zur Saison 1973/74 wechselte er zum Liga-Konkurrenten Rot-Weiss Essen. Auch in Essen wurde er sofort zum Stammspieler. In vier Jahren Bundesliga wurde er 123-mal eingesetzt, dabei konnte er vier Treffer erzielen. Dazu kamen fünf Einsätze (ein Tor) im DFB-Pokal. Mit dem achten Rang in der Saison 1975/76 erreichte er seine beste Bundesligaplatzierung. Nach der Saison 1976/77 musste Rot-Weiss Essen den Gang in die 2. Liga antreten. Wörmer blieb noch ein weiteres Jahr, wurde aber nur noch fünfmal eingesetzt.
Wörmer bestritt insgesamt 188 Bundesligaspiele (fünf Tore) und fünf Spiele in der 2. Bundesliga. Kurioserweise traf er während seiner Profi-Karriere viermal ins eigene Tor: dreimal in der Bundesliga und einmal im DFB-Pokal.